# 栃木県立学悠館高等学校
栃木県立学悠館高等学校（とちぎけんりつがくゆうかんこうとうがっこう）は、栃木県栃木市沼和田町にある公立高等学校。

## 特色
栃木県唯一の昼夜間開講の定時制課程及び通信制課程を置く単位制によるフレックス・ハイスクール。栃木県立高校で唯一、学校名に地名が付かない。略称は人によって異なり、生徒・保護者・地元住民は「学悠（がくゆう）」とするのに対し教職員は「学悠館」とする例が多い。また、全日制高校と同じくらい生徒会もある。

### 設置課程・学科
- 定時制課程
  - 普通科
  - 商業科（2019年以降は編入学のみ）
- 通信制課程
  - 普通科

### 最寄り駅
- JR両毛線・東武日光線栃木駅より徒歩5分

## 沿革
- 2005年（平成17年） 単位制によるフレックス・ハイスクールとして開校
- 2019年（平成31年） III部商業科新入生募集停止